# Робберехтс, Милан
Милан Робберехтс (нидерл. Milan Robberechts; род. 4 марта 2004) — бельгийский футболист, вингер клуба «Патро Эйсден Масмехелен».

## Клубная карьера
Гриффит — воспитанник клубов «Гримбурген» и Мехелен. 21 августа 2022 года в матче против «Вестерло» он дебютировал в Жюпилер про-лиге, оформив дубль. Летом 2023 года Робберехтс перешёл в ситтардскую «Фортуну». 19 августа в матче против амстердамского «Алмере Сити» он дебютировал в Эредивизи. 10 ноября в матче против «Хераклес» Милан забил первый гол за новый клуб.
В январе 2024 года до конца сезона 2023/24 перешёл на правах аренды в ВВВ-Венло.